# Moritz Fischer (Komponist)
Moritz Fischer (* im 20. Jahrhundert) ist ein deutscher Filmmusikkomponist.

## Werdegang
Er lebt und arbeitet im Süden von Hamburg. Fischer komponiert seit 2007 Musik für Film, Fernsehen und Werbung.
2007 erhielt er einen Master of Arts in Media Composition an der University of Chichester.

## Filmografie
- 2015: Valentina[2]
- 2016: Das Mandera-Attentat[3]
- 2018: In aller Freundschaft –Zwei Herzen[4]
- 2020: Orangen zum Erinnern[5]
- 2021/2022: WaPo Duisburg[6][7]
- 2022: In aller Freundschaft
- Folge 998, Weihnachten[8]
- 2023: In aller Freundschaft
- Folge 1001, Herzensbrecher
- Folge 1002, Letzte Chance[9]
- Folge 1003, Klartext[10]
- Folge 1004, Talente[11]
- Folge 1005, Kindeswohl[12]
- 2024: In aller Freundschaft
- Folge 1042, Vorwürfe[13]
- Folge 1043, Hoffen[14]
- Folge 1044, Blick nach vorne[15]
- Folge 1045, Schuldfragen[16]
- Folge 1046, Langstrecke[17]
- Folge 1069, Fluchtwege[18]
- Folge 1070, Ausgeträumt[19]
- Folge 1071, Vertrauen ist gut[20]
- Folge 1072, Vollgas[21]
- Folge 1073, Sturm[22]
- Folge 1074, Liebe lässt sich nicht versichern[23]
- Folge 1075, Mit offenen Augen[24]
- 2023 WaPo Duisburg - Staffel 2
- Folge 1, Die Kranführerin[25]
- Folge 2, Schöner Wohnen[26]
- Folge 3, Mord im Yachthafen[27]
- Folge 4, Der ewige Zweite[28]
- Folge 5, Angelausflug[29]
- Folge 6, Doping[30]
- Folge 7, Flitterwochen[31]
- Folge 8, Treibgut[32]
- 2025 WaPo Duisburg - Staffel 3
- Folge 1, Die letzte Reise[33]
- Folge 2, Uhrenraub[34]
- Folge 3, Super Urlaub[35]
- Folge 4, Biersorbet[36]
- Folge 5, Grüner Protest[37]
- Folge 6, Der schlafende Neptun[38]
- Folge 7, Abschied einer Junggesellin[39]
- Folge 8, Verdammt lang her[40]
- 2025 WaPo Duisburg - Staffel 4
- Folge 1, Sensationsfund[41]
- Folge 2, Die Postkarte[42]
- Folge 3, Unter Deck[43]
- Folge 4, Klassenkampf[44]
- Folge 5, Verhängnisvolle Vergangenheit[45]
- Folge 6, Tödliche Neugier[46]
- Folge 7, Spurlos verschwunden[47]
- Folge 8, Elektroschrott[48]